# NGC 468
NGC 468 es una galaxia espiral de la constelación de Piscis. 
Fue descubierta el 22 de noviembre de 1827 por el astrónomo John Herschel.